# Dorfkirche Liepe (Nennhausen)

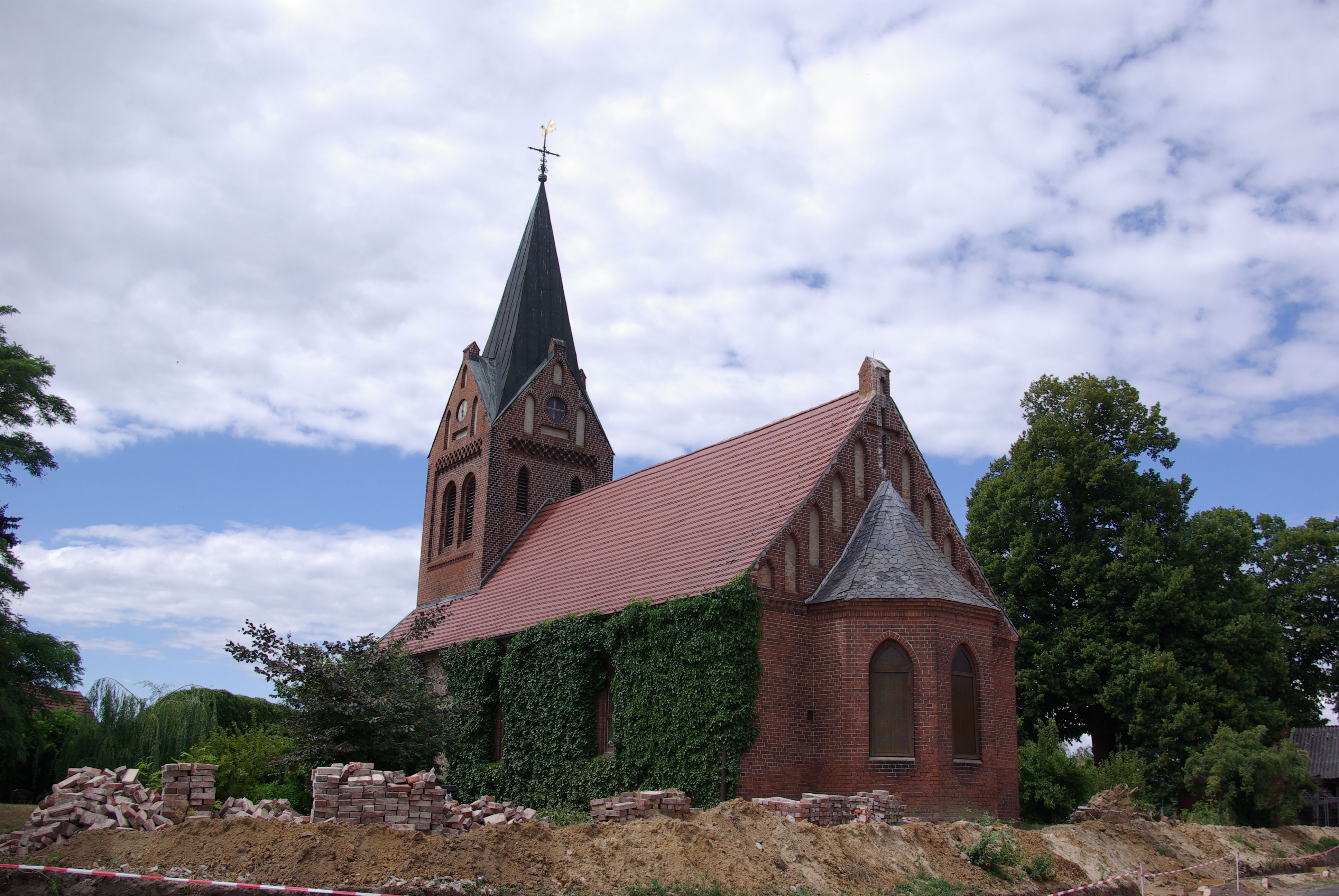
Dorfkirche Liepe

Die evangelische Dorfkirche Liepe ist eine Saalkirche in Liepe, einem Ortsteil der Gemeinde Nennhausen im brandenburgischen Landkreis Havelland. Die Kirchengemeinde gehört der evangelischen Reformationsgemeinde Westhavelland im Kirchenkreis Nauen-Rathenow der Evangelischen Kirche Berlin-Brandenburg-schlesische Oberlausitz an. Das Gebäude steht unter Denkmalschutz.

## Baubeschreibung
Den Kern der Kirche bildet ein gotischer Feldsteinsaalbau, der im Jahr 1881 von Theodor Prüfer im neugotischen Stil umgestaltet wurde. Aus dieser Bauphase stammen der Chorschluss, die spitzbogigen, ziegelgerahmten Öffnungen, das Westportal mit vorgelegtem Giebel und der Dachturm. Das Innere überspannt eine trapezförmige Holzbalkendecke. Der polygonale Kanzelkorb, der Rest eines Kanzelaltars, stammt aus dem Jahr 1730 und hat Akanthusschnitzwerk. Er ähnelt den Kanzelaltären der Kirchen Gräningen und Buckow. 
An der Südwand befindet sich ein Renaissance-Epitaph aus Sandstein für Margareta von Bredow († 1572), zwischen den Ganzfiguren der Verstorbenen und ihres Ehemanns Franz von Bredow. Der Gekreuzigte und ihre vier Kinder knien unten, darüber ein Auferstehungsrelief; in den Ecken sind die Bredowschen Wappen zu sehen. Das Epitaph stammt angeblich aus einer Merseburger Werkstatt. 
Zur Ausstattung gehört neben einer hölzernen Totentafel von 1570 für Marschall Hans von Bredow auch ein rund 1,40 Meter großer, schwebender Taufengel aus dem 18. Jahrhundert, der gesondert unter Denkmalschutz steht. Der Taufengel wurde auf ungewöhnliche Weise umgestaltet, indem die ursprüngliche Taufschale, die er mit seiner rechten Hand hielt, durch einen Messingleuchter ersetzt wurde. Es wird angenommen, dass diese Umdeutung des Engels von einem Taufengel zu einem Leuchterengel auf die Installation eines neuen Taufbeckens während der neugotischen Umgestaltung der Kirche im Jahr 1881 zurückzuführen ist und auf die damit einhergehende Funktionslosigkeit des Taufengels.
Gesondert unter Schutz steht auch eine 1559 von Andreas Moldenhauer gegossene Glocke.